# رزان زيتونة
رزان زيتونة (ولدت في 29 نيسان/أبريل 1977) محامية حقوق إنسان سورية. شاركت في الثورة السورية عام 2011، ثم اختفت بسبب «بدء السلطات السورية اعتقال أي أحد يحادث وسائل الإعلام الأجنبية». وهي تدير موقع وصلة إعلام حقوق الإنسان السورية.
في 6 أكتوبر 2011 حصلت على جائزة آنا بوليتكوفيسكايا من الجمعية البريطانية (RAW in War) لإرسالها عبر الإنترنت تقارير عن الفظائع ضد المدنيين في سوريا. في 27 أكتوبر 2011 اختارها البرلمان الأوروبي مع أربعة مواطنين عرب آخرين للفوز بجائزة ساخاروف لحرية الفكر.
بصفتها ناشطة في مجال حقوق الإنسان أسست رزان زيتونة مع ناشطين لجان التنسيق المحلية في سوريا لتوثيق انتهاكات النظام السوري لحقوق الإنسان ويعد دورها رئيسياً في تنظيم عمل اللجان.
وقد أنهت رزان زيتونة تدريبها القانوني في مكتب المحامي هيثم المالح، مارست عملها الإنساني في ريف دمشق دوما وفي نهاية عام 2013 اختطفت رزان زيتونة مع ثلاثة آخرين من زملائها في مكان عملها في مدينة دوما وسط ظروف غامضة فيما اتهم البعض بعض الفصائل المعارضة باختطافهم حيث أن تلك الفصائل هي المسيطرة على المدينة آنذاك.فيما كان على رأس المتهمين جبة النصرة وجيش الاسلام الذي تبرأ من هذا الفعل وندد به..فيما اتهم البعض النظام السوري باختطاف رزان وزملائها.[بحاجة لمصدر]

## الاختفاء عام 2013
أفادت مواقع مؤيدة للمعارضة أنه في 9 ديسمبر 2013، تم اختطاف زيتونة مع زوجها وائل حمادة واثنين من زملائها، سميرة خليل وناظم حمادي، في بلدة دوما شمال دمشق التي تسيطر عليها المعارضة. حتى ديسمبر / كانون الأول 2015، كان مكانهم لا يزال مجهولاً وهوية الخاطفين غير مؤكدة، على الرغم من الاشتباه في أن جماعة جيش الإسلام الإسلامية السلفية هي المسؤولة.
اعتبارًا من أغسطس 2018، لم تكن وكالة أسوشيتد برس (AP) على دراية بأدلة مهمة على مصير رزان زيتونة. ذكرت أسوشيتد برس أدلة تشير إلى أن جيش الإسلام قد احتجز زيتونة واحتجزها في سجن التوبة. ونفى جيش الإسلام هذا الادعاء. أحد الأدلة كان رسمًا رآه العديد من الشهود على جدار الزنزانة جاء فيه: «أفتقد والدتي - رزان زيتونة، 2016». دليل آخر هو استخدام أحد أجهزة الكمبيوتر الخاصة بمركز توثيق الانتهاكات، والذي تم أخذه مع زيتونة في عملية الاختطاف في ديسمبر 2013، من عنوان IP لجيش الإسلام في سجن التوبة. وقال ناشط معارض آخر، مازن درويش، إن جيش الإسلام احتجز زيتونة حتى أوائل عام 2017. رأت أسوشيتد برس أنه من المحتمل أن تكون زيتونة قد قُتلت.
أعلنت إحدى أجهزة المخابرات السورية، في 17 شباط / فبراير 2020، أنها عثرت على مقبرة جماعية في مدينة الأب حول منطقة الغوطة الشرقية، تحتوي على نحو 70 جثة. أحدها بدا وكأن رزان زيتونة. [هل المصدر موثوق به؟]، واعتبارًا من مارس / آذار 2021، تم تقديم شكوى جنائية في فرنسا من قبل الفدرالية الدولية لحقوق الإنسان (FIDH) والمركز السوري للإعلام وحرية التعبير، وحملوا جيش الإسلام مسؤولية اختطافها.